# Альпийский патруль
«Альпийский патруль — Ценится каждая жизнь» (нем. Medicopter 117 — Jedes Leben zählt) — немецкий телевизионный сериал, выходивший на телеканалах RTL и ORF.
Всего было выпущено 7 сезонов.

## Сюжет
Команда спасателей на вертолетах BK-117 оказывает первую помощь оказавшимся в сложной ситуации людям, независимо от того, кто они. Часто им приходится спасать бездомных, а иногда даже преступников. Работа спасателя сопряжена с постоянным риском, в одной из серий погибает врач Габриэла Кольманн. Кроме того, постоянно занимаясь работой они часто забывают о своих семьях. В спасении непосредственно участвуют одна из двух команд. В одной из них: пилот Бигги Шверин, санитар Ральф Шталер, врач Габриэла Кольманн. В другой — пилот Томас Вэхтер, врач Михаэль Людвиц и санитар Петер Бергер. На базе работает механик Макс и управляющий базой Франк Эбельзидер.

## В ролях
| Актёр                 | Роль                                         | Эпизоды      |  | Сезоны |
| --------------------- | -------------------------------------------- | ------------ |  | ------ |
| Манфред Штюкльшвайгер | пилот Томас Вехтер                           | 1—50         |  | 1—5    |
| Серж Фалк             | санитар Петер Бергер                         | 1—82         |  | 1—7    |
| Райнер Гренковиц      | доктор Михаель Людвиц                        | 1—39, 50     |  | 1—5    |
| Сабина Пецль          | пилот Бигги Шверин                           | 1—57, 64     |  | 1—6    |
| Вольфганг Креве       | санитар Ральф Шталер                         | 1—35         |  | 1—3    |
| Аня Фрезе             | доктор Габриела Кольман                      | 1—24         |  | 1—3    |
| Ханно Пёшль           | Макс, механик на базе                        | 1—82         |  | 1—7    |
| Аксель Папе           | Франк Эбельзидер, директор на базе           | 1—21, 25—32  |  | 1—3    |
| Барбара Демер         | Хайди Оберхубер, секретарь на базе           | 1—9          |  | 1      |
| Гильберт фон Золерн   | Гунар Эрос Хёпплер-младший, директор на базе | 49—82        |  | 5—7    |
| Эдита Маловчич        | Стелла Бергер                                | 40—69, 73—74 |  | 4—6    |
| Юлия Ценциг           | Гина Айгнер                                  | 49—82        |  | 5—7    |
| Йо Вайль              | санитар Флориан Ленц                         | 65—82        |  | 6—7    |
| Росвита Майер         | доктор Карин Талер                           | 26—82        |  | 3—7    |
| Ханс Хеллер           | пилот Йенс Кёстер                            | 51—82        |  | 5—7    |
| Урс Ремонд            | доктор Марк Харланд                          | 41—82        |  | 4—7    |
| Том Микула            | санитар Энрико Контини                       | 36—64        |  | 4—6    |
| Геше Тебенхоф         | Вера Вехтер                                  | 4—14         |  | 1—2    |
| Табеа Тайслер         | санитар Лена Ласен                           | 47           |  | 4      |